# Strojmir
Strojmir (czes. Strojmír; zm. po 885) – książę Czech w latach 883–885.
Około 883 roku w Czechach doszło do buntu przeciwko Borzywojowi, a buntownicy ogłosili księciem Strojmira.  Bunt ten był skierowany nie tylko przeciwko nowej wierze, ale i zależności od Świętopełka, księcia morawskiego, w którą popadł Borzywoj. Przypuszcza się, że bunt Strojmira mógł być inspirowany przez bawarskie kręgi kościelno-polityczne, które uważało Czechy za swoją strefę wpływów. 
Borzywojowi udało się stłumić bunt, przypuszczalnie stało się to z pomocą Świętopełka w roku 885.